# Phoma leonuri
Phoma leonuri är en lavart som beskrevs av Letendre 1884. Phoma leonuri ingår i släktet Phoma, ordningen Pleosporales, klassen Dothideomycetes, divisionen sporsäcksvampar och riket svampar.   Inga underarter finns listade i Catalogue of Life.